# Paul Körner
Pour les articles homonymes, voir Körner.
Paul Körner, surnommé fréquemment Pilli Körner, né le 2 octobre 1893 à Pirna et mort le 29 novembre 1957 au Tegernsee, est un homme politique allemand, membre du NSDAP, membre du Reichstag et SS-Obergruppenführer. Körner est connu comme l'homme de confiance de Hermann Göring, pour lequel il exerce notamment la direction du plan quadriennal en tant que secrétaire d'État.

## Biographie
Fils d'un médecin généraliste, Körner est lycéen à Zittau, puis suit un apprentissage de commerçant, afin de travailler dans l'entreprise de sa mère. Durant la première guerre mondiale, il sert au 28e régiment d'artillerie de campagne sur le front, puis au quartier général. Il se lie d'amitié avec le pilote de chasseur bavarois Hermann Göring. Il est décoré de la Croix de fer de première classe.
Membre du corps-franc Lützow après-guerre, il étudie la jurisprudence et débute une courte carrière dans l'industrie. Il adhère le 17 novembre 1926 au NSDAP (numéro de membre 714.328) après avoir entendu les discours de Adolf Hitler et Joseph Goebbels. En février 1931 il devient également membre de la SS (adhérent numéro 23.076), au sein de laquelle il est promu Obergruppenführer le 30 janvier 1942. Körner, Adolf Hitler, Göring et Wilhelm Frick sont ainsi quatre à participer aux discussions du 22 janvier 1933 dans la villa du négociant en champagne Joachim von Ribbentrop, réunion lors de laquelle les dirigeants du NSDAP et les représentants du Président du Reich Paul von Hindenburg s'accordent sur la mise en place d'un gouvernement de coalition avec Hitler à sa tête, gouvernement effectivement constitué le 30 janvier.
Dans le cabinet Hitler, Körner devient en avril 1933 secrétaire d'État. Il est député au Reichstag de mars à novembre 1933, puis de mars 1936 à mars 1945, et y représente l'arrondissement 2, celui de Berlin Ouest.
À partir d'octobre 1936, Körner voit ses attributions s'élargir au plan quadriennal : il est alors chargé de planifier l'économie allemande pour la guerre à venir. Il est impliqué dans le Hungerplan de l'opération Barbarossa. Le 2 mai 1941, sept semaines avant l'attaque allemande sur l'URSS, il prend part aux discussions dont le compte-rendu indique : « Il ne sera possible de poursuivre la guerre que si la Russie nourrit l'ensemble de la Wehrmacht dès la troisième année du conflit. Si nous prenons ce dont nous avons besoin dans le pays, il est indubitable que des millions et des millions de gens mourront de faim ». Une fois la campagne de Russie lancée, Körner dirige effectivement, comme représentant de Goering, le Wirtschaftsführungsstab Ost.
Körner occupe ensuite d'importantes fonctions économiques. Il est le président du conseil de surveillance du Reichswerke Hermann Göring, membre du conseil de surveillance de la Lufthansa, membre de la société Reichsautobahn et membre permanent de la chambre du travail du Reich. Il occupe des postes de responsabilité à la Fondation allemande pour la recherche, comme au conseil d'administration de la Reichspost.
Arrêté par les alliés à la fin de la guerre, Körner est condamné en avril 1949 au procès des ministères à une peine de détention  de quinze années, et reconnu coupable des quatre chefs d'accusation de crime contre la paix, de pillage, d'esclavage et de complicité d'association de malfaiteurs. La peine est réduite le 31 janvier 1951 par le haut commissaire américain John Jay McCloy à dix années de prison et d'une amnistie décidée par le commandant en chef américain en Europe, le général Thomas T. Handy, ce qui lui permet de quitter la prison de Landsberg. Körner est entendu comme témoin en 1953 à un procès d'assises à Munich, à propos de l'assassinat d'Ernst Röhm.